# 1-я Македонско-косовская пролетарская ударная бригада
1-я Македонско-косовская пролетарская ударная бригада (сербохорв. Prva makedonsko-kosovska proleterska udarna brigada / Прва македонско-косовска пролетерска ударна бригада, макед. Прва македонско-косовска пролетерска ударна бригада) — воинское формирование НОАЮ, участвовавшее в Народно-освободительной войне Югославии. Воевала на территории Македонии и части Болгарии.

## История
Образована 11 ноября 1943 в селе Сливово. Состояла изначально из четырёх батальонов: батальона имени Мирче Ацева, Кичевского батальона, 1-го Косовско-метохийского батальона имени Рамиза Садику и 2-го Косовско-метохийского батальона имени Бориса Вукмировича. Численность бригады составляла 700 человек, в её составе службу несли сербы (составляли подавляющее большинство), македонцы, албанцы, черногорцы, словенцы, болгары, итальянцы и даже русские.
Первым командиром бригады стал Петар Брайович, а политруком — Мита Милкович. Первые сражения против германско-албанских частей в Галичице и Моглене, как и битвы против болгарских полувоенных и военных отрядов в Крушево, Ресене и Охриде, начались в ночь с 5 на 6 декабря 1943. В Германе 11 декабря к бригаде присоединился батальон имени Стива Наумова, а в Фущанах 18 декабря один из батальонов перешёл во 2-ю Македонскую ударную бригаду.
1-я Македонско-косовская участвовала в так называемом Февральском походе в начале 1944 протяжённостью 300 км. Близ села Богомила бригаду окружили объединённые силы армии, полиции и противопартизанских отрядов, лишь немногие малые группы партизан сумели спастись. Близ Брегалницы также была разбита 2-я Македонско-косовская ударная бригада, жертвы составили не менее 1500 человек в обеих бригадах.
В Долно-Родиво 12 апреля уцелевшие остатки бригады разделились на группу македонских и группу албанских батальонов, обойдя Деборцу и продолжая бои против болгар и немцев с 29 апреля по 5 мая 1944 в районе Охрида и Кичево. С 8 мая по 4 июня в Западной Вардарской Македонии состоялось Весеннее наступление македонцев, в результате которого группа македонских батальонов не только далеко продвинулась, но и объединилась в 1-ю Македонскую ударную бригаду, а Косовско-метохийская группа соединилась 28 июня в новую 1-ю Косовско-метохийскую ударную бригаду.
За боевые успехи бригада получила почётное звание пролетарской и была награждена орденами Народного героя, Народного освобождения и Братства и единства. Многочисленные военнослужащие были награждены орденами и медалями, некоторые получили звания Народных героев Югославии.

## Известные военнослужащие
- Петар Брайович — командир (до июня 1944)
- Чеде Филиповский — заместитель командира (до июня 1944)[5]
- Мита Милкович — политкомиссар (до июня 1944)
- Никола Тодоровский — политкомиссар
- Славко Лумбарковский — заместитель политкомиссара
- Жамила Колономос — заместитель политкомиссара
- Вера Ацева — заместитель политкомиссара (до января 1944)
- Митар Радусинович — заместитель политрука (с января по июнь 1944)
- Джевдет Дода — командир 1-го батальона
- Мирко Арсениевич — политкомиссар 1-го батальона имени Рамиза Садику, позднее политрук 2-го батальона имени Бориса Вукмировича
- Дара Драгишич — заместитель политркомиссара (позднее комиссар) 2-го батальона
- Драгутин Джёрджевич — заместитель командира батальона, позднее командир батальона
- Илия Йовановский — заместитель командира батальона
- Михо Михайловский — заместитель командира батальона
- Борис Алексовский — политкомиссар батальона
- Стоилко Иванов — заместитель политкомиссара батальона
- Гёре Дамевский — помощник политкомиссара батальона
- Димитр Берберовский — военный руководитель
- Милош Гилич — политкомиссар группы косовско-метохийских батальонов
- Кемал Сейфула — член политотдела
- Манчу Матак — командир Прилепской роты
- Урош Булатович — командир роты
- Атанас Забазновский — боец, пулемётчик
- Златко Михайловский — боец (пистолет-пулемёт)
- Илия Топаловский
- Мориц Романо
- Наджи Салих
- Злата Стругар
- Даница Стругар

## Галерея

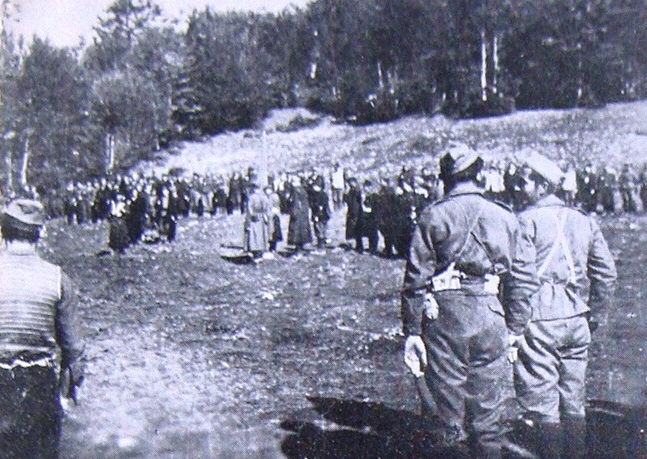
Образование батальона имени Мирце Ачева 22 августа 1943 на горе Славей
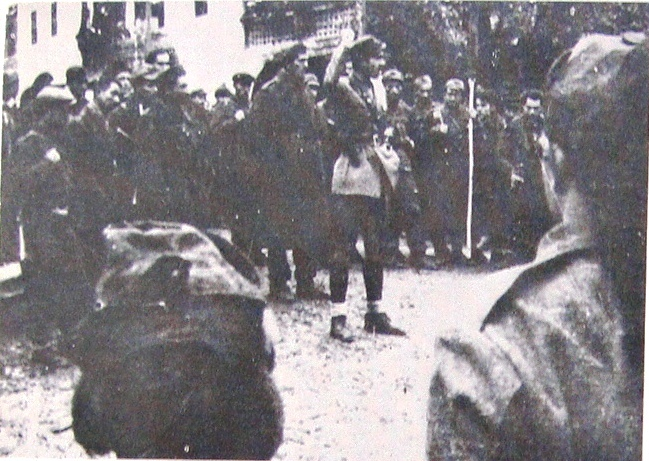
Фопрмирование 1-й Македонско-косовской бригады 11 ноября 1943 в селе Сливово
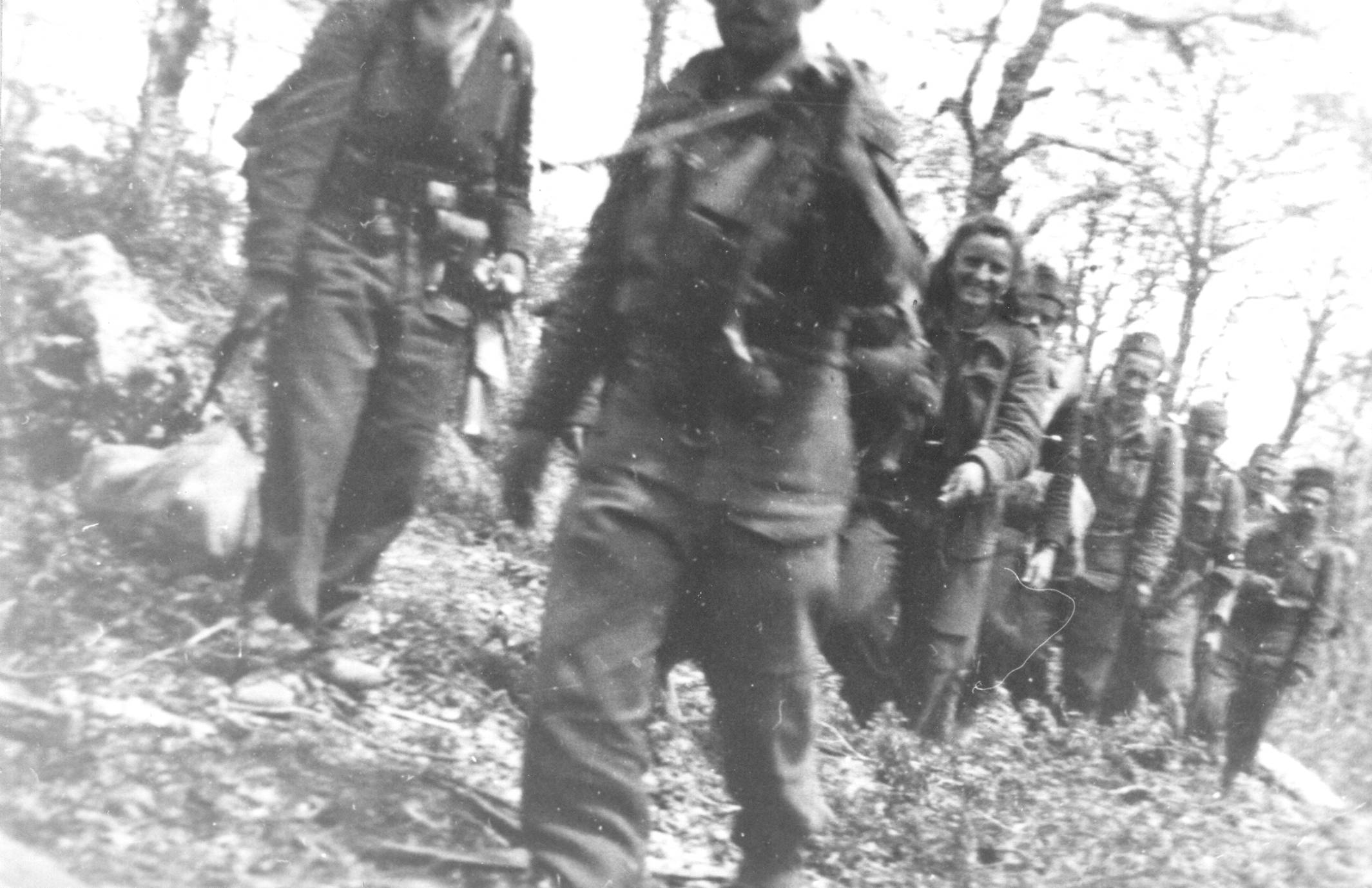
Солдаты 1-й Македонско-косовской бригады на горе Караорман
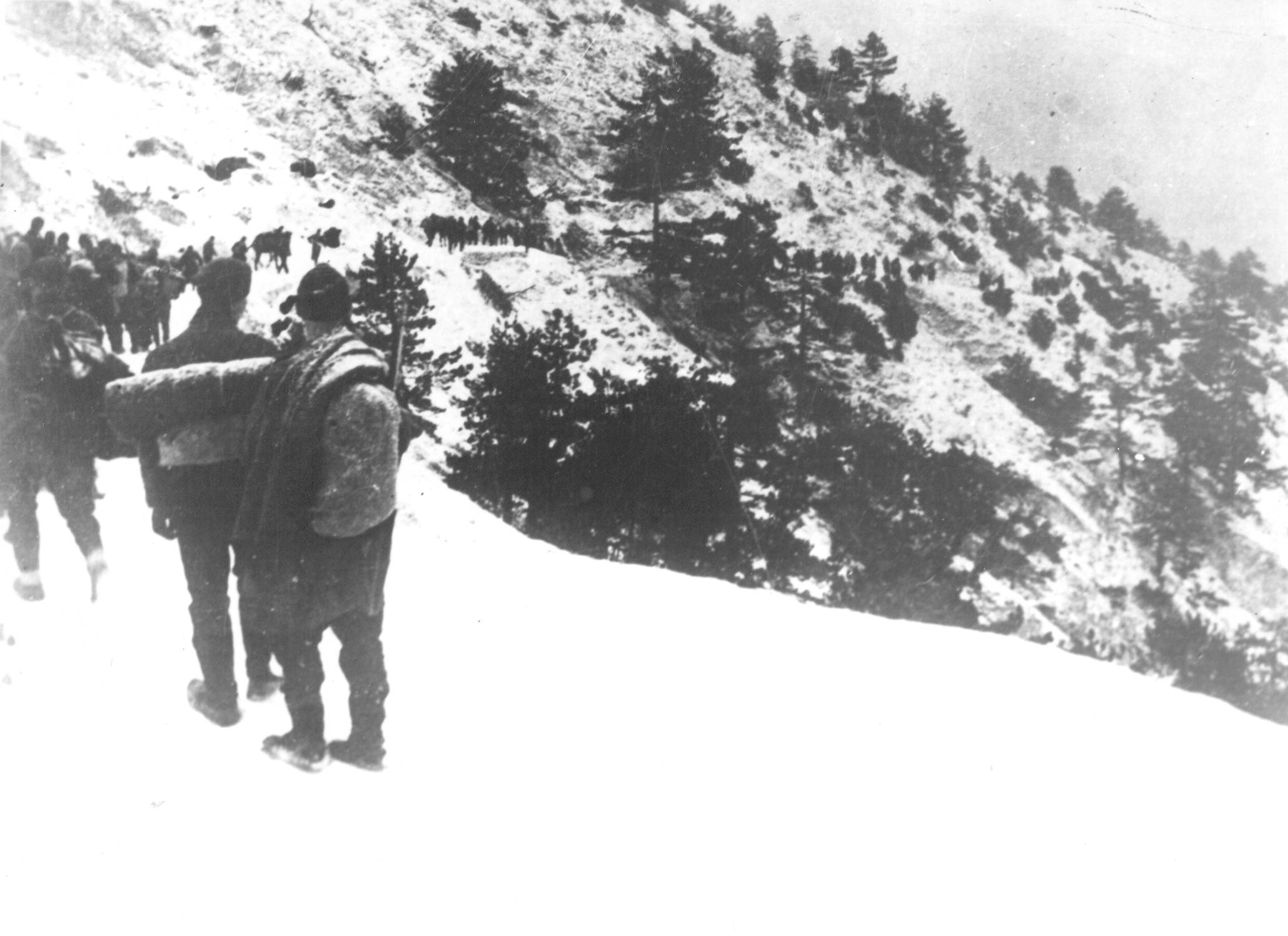
1-я Македонско-косовская бригада во время Февральского похода 1944 года
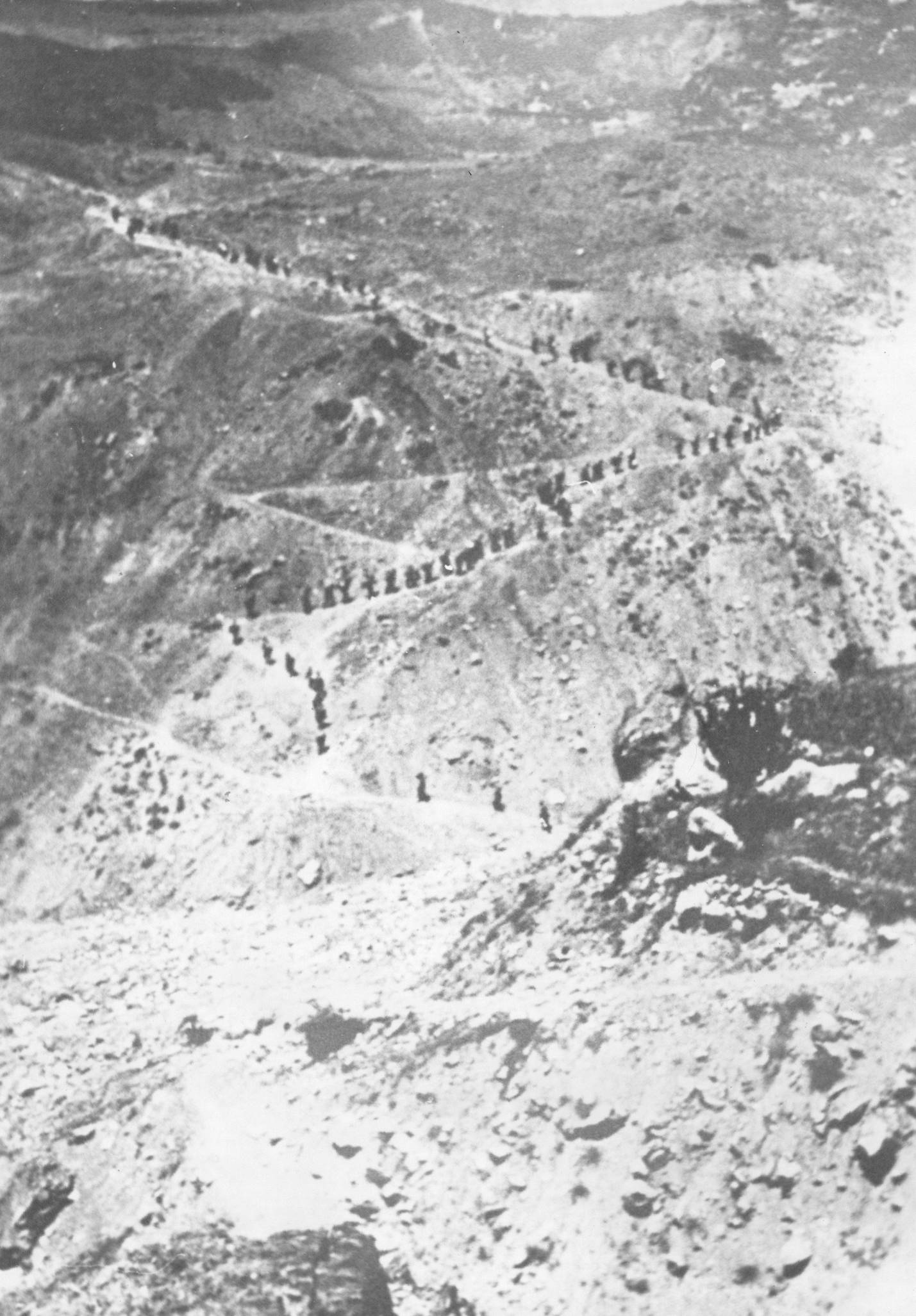
1-я Македонско-косовская бригада во время Февральского похода 1944 года